# Camí romà als déus
El camí romà als déus (en italià Via romana agli dei) és la reconstrucció moderna de l'antic culte dels déus del panteó romà. Aquest culte és practicat sobretot a Itàlia per algunes persones reunides en una pluralitat d'associacions neopaganes.

## Culte
La religiositat romana és de tipus politeista; tanmateix, alguns grups emfatitzen sobre la unitat de fons d'allò diví. Aquesta religiositat romana és cultivada exclusivament en un àmbit privat (familiarment o comunitàriament). Essent l'antiga religió de Roma una religió d'estat, el culte públic en el sentit estricte apareix actualment impracticable, per la qual cosa és necessari restaurar la Res publica, ço és, l'estat romà tradicional. El concepte fundacional del culte pública és la Pax deorum, el pacte entre els déus i la comunitat humana jurídicament establerta. El concepte, transferit a l'àmbit privat, designa el pacte no escrit entre els creients i les pròpies divinitats, pacte que ve establert i mantingut a través del culte.
El culte, seguint l'antic calendari romà, té un model sacre tradicional preestablert. La diferència més important amb la religió romana antiga és que els sacrificis no són practicats essent els déus honrats amb ofrenes de perfums, vi, vegetals i menges.
Cada individu adult és sacerdot de si mateix i venera primer el seu genius (o el seu iuno en el cas de les dones), els lares (protectors de la família) i els penates (protectors de la casa). Aquestes divinitats es consideren com protectores de la família i de la comunitat. En segon lloc, es venera les divinitats a les quals són consagrats els diferents festivals de l'any.
Les ocasions rituals importants són: els moments de passatge de la vida (naixement, pubertat, matrimoni i mort), les festivitats ordinàries de l'any, les tres pedres angulars del mes (Calendas, Nonas, Idus), i els solsticis són celebrats comunitàriament.

## Història
A l'anterior de l'actual ambient pagà romà està present la idea que la interrupció de la Pax Deorum sorgí amb l'abolició de la religió romana i de les seves lleis per ordre de Teodosi el Gran l'any 394 dC. A més a més, prohibí el culte privat i el seu restabliment. La tradició cultural romana en realitat mai no ha vingut a menys, sinó que ha estat conservada a l'interior d'algunes famílies importants que l'han guardada secretament fins a l'actualitat, constituint així un centre sacre amagat, que en certs períodes favorables de la història ha tingut una transparència més gran o influència en la realitat d'Itàlia, tant que en alguns ambients es parla del mite de les tres R: Romanitat, renaixement i ressorgiment.

## Època actual
El primer manifest pagà, en sentit romano-itàlic, de la Itàlia contemporània es pot considerar l'article "Imperialisme Pagà", publicat per l'esoterista Arturo Reghini a la revista La Salamandra el 1914. Deixeble del mestre pitagòric Amedeo Armentano, exponent d'una cadena iniciàtica pagana que es considerava suplement fins temps moderns des de l'antiguitat. Reghino donà vida després de la Primera Guerra Mundial a la revista esotèrica Atanór (1924) i Ignis (1925), en les quals proposa al feixisme l'objectiu de realitzar l'imperialisme pagà.
El 1927, el propi Reghini amb el jove filòsof i esoterista Julius Evola, donen vida a Roma a una cadena màgica, el Gruppo di Ur i a la corresponent revista d’Ur (1927-1928). A Ur, el 1928, sempre Reghini, amb el pseudònim de Pietro Negri, publica l'assaig Della tradizione occidentale, que es pot considerar el manifest de l'espiritualitat pagano-romana del segle xx, així com l'article Imperialismo Pagano amb la fi de combatre el concordat de Mussolini entre l'Estat i l'Església.
Destruïda el 1928 l'associació Evola-Reghini, el primer continuarà el 1928 la revista Ur amb el nom Krur. A Krur aparegué un document misteriós, provinent d'ambients hermètics de Roma i signat per Ekatlos, que contenia l'explícita afirmació que la victòria italiana a la Primera Guerra Mundial i l'adveniment successiu del feixisme fou propiciat, si no determinat, per alguns ritus pagans etrusco-romans.
Durant els anys 2000, l'Associazione Tradizionale Pietas es va dedicar a la reconstrucció de diversos temples arreu d'Itàlia i va iniciar el procés legal per obtenir el reconeixement de l'Estat, inspirant-se en organitzacions similars d'altres països europeus, com les associacions Thyrsus i YSEE a Grècia. El 30 de juny de 2023, Pietas va participar en la trobada de l'ECER, on delegacions d'associacions de 17 nacions van redactar i signar la Declaració de Riga, amb l'objectiu de pressionar els governs de diverses organitzacions perquè reconeguin les religions ètniques europees. A més, des de l'inici del nou mil·lenni, alguns grups han reprès la realització de ritus públics, com el ritus del dia del Natale di Roma